# 卵叶山柳菊
卵叶山柳菊（学名：Hieracium regelianum）为菊科山柳菊属的植物。分布在哈萨克斯坦以及中国大陆的新疆等地，生长于海拔1,700米至2,000米的地区，多生长在山坡林间草地，目前尚未由人工引种栽培。